# ديف ليتيل
ديف ليتيل (مواليد 25 أكتوبر 1953) هو مبارز بالسيف من الولايات المتحدة، مثّل بلاده في الألعاب الأولمبية الصيفية 1988.

## روابط خارجية
ديف ليتيل على موقع أوليمبيديا (الإنجليزية)